# East Star Airlines
East Star Airlines war eine chinesische Fluggesellschaft mit Sitz in Wuhan.

## Geschichte
East Star Airlines wurde im Juni 2005 gegründet und nahm ihren Flugbetrieb im Mai 2006 auf. Aufgrund von Zahlungsschwierigkeiten wurde sie am 15. März 2009 von der chinesischen Luftfahrtbehörde zur Einstellung des Flugverkehrs gezwungen.

## Besitzverhältnisse
East Star Airlines ist die vierte registrierte private Fluggesellschaft in der VR China. Sie gehört der China East Star Group.

## Flotte
(Stand: April 2009):
- 03 Airbus A319
- 06 Airbus A320

Bestellungen
- 2 Airbus A320